# Corythurus
Corythurus is een geslacht van vlinders van de familie uilen (Noctuidae), uit de onderfamilie Hadeninae.

## Soorten
- C. nocturnus Hampson, 1893
- C. socia Joannis, 1928